# Коломбјер (Приморски Шарант)
Коломбјер (фр. Colombiers) насеље је и општина у западној Француској у региону Поату-Шарант, у департману Приморски Шарант која припада префектури Сент.
По подацима из 2011. године у општини је живело 333 становника, а густина насељености је износила 46,64 становника/km². Општина се простире на површини од 7,14 km². Налази се на средњој надморској висини од 11 метар (максималној 57 m, а минималној 6 m).

## Демографија
| 1962. | 1968. | 1975. | 1982. | 1990. | 1999. | 2011. |
| ----- | ----- | ----- | ----- | ----- | ----- | ----- |
| 149   | 216   | 222   | 218   | 217   | 254   | 333   |

График промене броја становника у току последњих година